# Nan Milan
Nan Milan (Yerkes, Kentucky, 26 de noviembre de 1917 - 2011?) fue una  bibliotecaria estadounidense, que se hizo famosa por llevar, a caballo, libros a los pueblos remotos durante la Gran Depresión, como parte de una de las políticas de la new deal.

## Biografía
Nan Louise Milan nació en Yerkes, Kentucky, el 26 de noviembre de 1917. Según lo que refleja en la autobiografía que presentó para ser admitida en la Pine Mountain School, tuvo una infancia complicada. Se refería a ella misma como Nannie, pero enseguida pasó a ser simplemente Nan.
Milan presentó la solicitud para entrar en Pine Mountain School el 3 de junio de 1933. Tanto los formularios como las narrativas que tuvo que presentar, por ejemplo My Autobiographay (1934), seguían las líneas marcadas por la Southern Woman’s Educational Alliance (SWEA) de Richmond. La educadora y orientadora Orie Latham Hatcher, la cara visible de la SWEA, tenía una relación plena con la Pine Mountain School, ya que era amiga de Glyn Morris, el director de Pine Mountain School, en la época en la que Milan entró en la escuela. El formulario para la autobiografía, que Hatcher había enviado a la escuela para ser completado por las alumnas, era amplio y reunía información sobre las estudiantes, sus familias y las condiciones que reunían sus hogares. Estos formularios, una vez rellenos, engrosaban el fondo de la organización de Hatcher y servían para crear los archivos demográficos de la SWEA. Gracias a ellos conocemos la trayectoria de Milan en dicha escuela, aunque es más difícil seguirle los pasos tras su graduación.

### Infancia y familia
A través de los datos recogidos en su biografía, sabemos que su padre se llamaba Felix M. Milan, y que probablemente habría muerto ya cuando Milan entró en la escuela, pero la fecha de su fallecimiento en la ficha, 2011, resulta imprecisa. El apellido de soltera de su madre era Stanhope, y procedía de Appalachia, en Virginia; Milan agregaba que había muerto a los 45 años, muy posiblemente poco antes de entrar ella en la institución.
Nan pertenecía a una familia numerosa, tenía dos hermanos: Lawrance (31 años) y Clarence (29), y cuatro hermanas Flora Jene (27), Clara Bell (24), Amy Ray (21) y la más pequeña, Ruth (15), que junto a ella, tras la muerte de los padres, habían quedado sin ningún tipo de amparo, ya que sus hermanos mayores ya estaban trabajando o se habían graduado. Se les asignó a ambas hermanas un tutor, Mr. Ashley Bowling de Walkertown Station. Su hermana Ruth también estuvo en la misma escuela durante un tiempo breve.

### Educación
Nan cumplió los 17 años durante el primer año de permanencia en la escuela y, a pesar de tener que superar la muerte de sus padres, se esforzó por conseguir los resultados que le marcaba la institución. Su director escribió a su tutor para comunicarle los logros, entre los que resaltaba su aptitud para la lengua inglesa. En 1934 la escuela suprimió los boletines de notas y optó por un sistema de autoevaluación, acompañado de un informe completo de los profesores. Este novedoso sistema dio muy buenos resultados para seguir la evolución de las alumnas, pero el tutor de Milan no se fiaba mucho de él y pedía más concreción, ya que su pupila no obtenía buenas notas cuando acudía a la escuela local. 
En noviembre de 1934, Glyn Morris, el director, escribió al tutor de Milan para pedirle autorización para incluirla en el Pine Mountain Girls Club. La pertenencia a este club cambió su vida, y, en mayo de 1936, el jefe de estudios de la escuela envió un buen informe a su tutor sobre los progresos obtenidos por Milan en el 11er curso, y recomendaba que siguiera en la escuela hasta encontrar su vocación. Milan se había involucrado completamente en el coro y las actividades dramáticas de la escuela. Durante 1936 y 1937 siguió su buena trayectoria en los estudios, consiguiendo la graduación en mayo de 1937. 
Se abrió entonces un periodo de incertidumbre acerca de cuál sería su futuro, ya que su familia no podría pagarle los estudios en Black Mountain Collage, en Carolina del Norte, a donde ella había deseado acudir en busca de menos tutela académica. Tras la estancia con sus familiares en el verano de 1937, ella volvió a la escuela en otoño para entrar en un programa de trabajo de posgraduados que Morris había ideado a fin de dar alas a sus estudiantes. Fue entonces cuando realizó las labores de visitadora de hogares y bibliotecaria ambulante.

### Matrimonio y compromiso social
En julio de 1938, presentó una solicitud para estudiar enfermería en el Washington Boulevard Hospital de Chicago, siendo recomendada por la dirección de su antigua escuela, señalando sus volores para el trabajo social. Finalmente ella volvió a Asheville, NC, cerca de su familia y acudió a la Asheville Normal School. Allí conoció al que sería su marido, un ingeniero de la Blue Ridge Parkway. Continuó con su compromiso social, fundó una familia y prosiguió con su labor de bibliotecaria.

## Amazonas de las letras en Kentucky
El proyecto «Pack Horse Librarians» fue promovido por Franklin Delano Roosevelt, como una de sus políticas de la new deal, dentro del programa Work Progress Administration. Los programas pretendían compartir el desempleo, la crisis y el analfabetismo mediante amplias dosis de cultura sufragadas por el Estado. En torno a 1934, solo había un libro per cápita en el estado, y en el este montañoso de Kentucky, apenas un tercio de la población sabía leer antes de la Gran Depresión. El programa pretendía dar trabajo a las mujeres en áreas deprimidas. Los hombres estaban siendo empleados mayormente en labores de construcción, que requerían una gran fuerza física; muchos de ellos habían abandonado sus hogares en busca de esos trabajos, y eran ellas las que debían hacerse cargo del hogar, además de aportar ingresos. Las nuevas políticas las habían empleado en tareas tales como la costura, la realización de libros en Braille, y el trabajo en cafeterías y escuelas. El reparto de libros a caballo, aunque muchas veces la labor se realizaba a pie por caminos intransitables, también se consideró apropiado para las mujeres.
Tuvo por objeto llevar libros, revistas, y otros materiales para la lectura, a las áreas rurales remotas, a personas que no tenían otro modo de acceso a la lectura. La iniciativa, que duró desde 1935 a 1843, alcanzó a millón y medio de habitantes de Kentucky, y permitió a cerca de mil mujeres, en  48 condados, llevar unos ingresos adicionales a sus familias. Se crearon una red de bibliotecas locales en cascada que dependían de una central, todas ellas a cargo de bibliotecarios y supervisores. Cada una de estas amazonas, pues en su mayoría la labor la realizaban mujeres, hacía tres o cuatro rutas distintas cada semana, las rutas podían tener hasta 30 kilómetros, y surtían a escuelas rurales, centros comunitarios e incluso hogares. Se empezaron a leer los autores clásicos estadounidenses como Mark Twain, aunque el libro más demandado fue sin duda Robinson Crusoe. Según Irene Vallejo, este aumento de la lectura incidió muy favorablemente en la salud y los hábitos de higiene de la zona.
Durante diez años se emplearon más de mil bibliotecarias hípicas, que solo pudieron cubrir un tercio de la demanda. El gobierno federal pagaba los salarios; a las «book women», que así se las llamaba, se les pagaba 28 dólares de la época al mes, de los que debían detraer la manutención y alojamiento de la montura, que aportaban al proyecto.
Nan Milan formó parte del grupo de la escuela de Pine Mountain. Su caballo se llamaba Sunny Jimor y había sido prestado por los vecinos. Transportaba libros desde la escuela de Pine Mountain a los niños de las montañas en un radio de ocho millas, y con frecuencia ella bromeaba sobre las características de su montura, diciendo que tenía las patas más cortas de un lado para no salirse de los empinados caminos de la montaña.